# Gonghe
Gonghe (chiń. 共和县; pinyin: Gònghé Xiàn; tyb. ཀུང་ཧོ་རྫོང་, Wylie kung ho rdzong) – powiat w środkowych Chinach, w prowincji Qinghai, w prefekturze autonomicznej Hainan. W 1999 roku liczył 124 518 mieszkańców.